# Форланнсуннет
Форланнсуннет (норв. Forlandsundet) — пролив, разделяющий остров Земля Принца Карла и Землю Оскара II на Западном Шпицбергене в архипелаге Шпицберген (Норвегия).
Пролив имеет длину около 88 км. Название пролива происходит от норвежского Forlandet — другого названия Земли Принца Карла. Залив в северо-восточной части Форланнсуннета носит название Энгельскбукта.